# Noua Traducere în Limba Română
Noua traducere românească (NTR) sau Noua Traducere în Limba Română (NTLR) este o traducere a Bibliei în limba română elaborată de un comitet de traducători în perioada 1998-2006 pentru International Bible Society (Societatea Biblică Internațională), redenumită Biblica, Inc.
Traducerea a fost elaborată de un colectiv baptist de licențiați ai Universității „Emanuel” din Oradea coordonat de James L. Courter.
Nu conține referirea la Sfânta Treime, denumită Comma Johanneum, dar redă într-o notă de subsol ce apare în manuscrisele târzii ale Vulgatei.
Au apărut ediții ulterioare, modificate.